# Pont-de-Barret
Pont-de-Barret är en kommun i departementet Drôme i regionen Auvergne-Rhône-Alpes i sydöstra Frankrike. Kommunen ligger i kantonen Dieulefit som tillhör arrondissementet Nyons. År 2022 hade Pont-de-Barret 659 invånare.

## Befolkningsutveckling
Antalet invånare i kommunen Pont-de-Barret
Referens:INSEE